# Groblersdal
Groblersdal è un centro abitato del Sudafrica, situato nella provincia del Limpopo.